# Frauendorf
Frauendorf é um município da Alemanha, situado no distrito de Oberspreewald-Lausitz, no estado de Brandemburgo. Tem 20,77 km² de área, e sua população em 2019 foi estimada em 702 habitantes.